# 윌리엄 T. G. 모턴

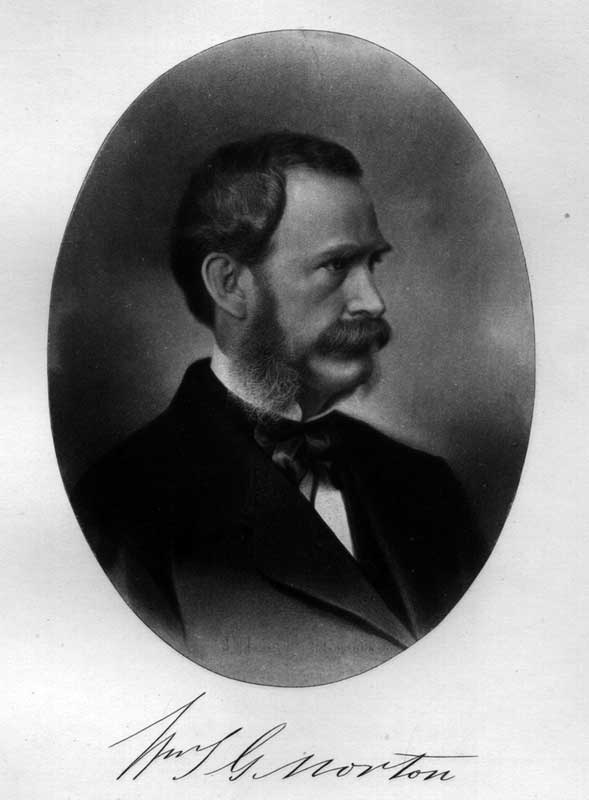
윌리엄 T. G. 모턴

윌리엄 토머스 그린 모턴(William Thomas Green Morton, 1819년~1868년)은 미국의 치과의사이다. 매사추세츠주 찰턴에서 출생하여, 하버드 의대에서 수학하였다. 화학 교수 잭슨의 권유에 따라 1846년 9월 통증 없이 이를 뽑는 데 성공하였다. 그해 10월에는 수술에 에테르 마취제를 사용하여 성공하였다. 그러나 에테르 사용에 대한 독점권을 두고 에테르 사용 발견의 우선권을 주장한 잭슨 등 몇몇 사람과 소송 쟁의를 하면서 일생을 마감하였다.

## 참고 자료
- 이 문서에는 다음커뮤니케이션(현 카카오)에서 GFDL 또는 CC-SA 라이선스로 배포한 글로벌 세계대백과사전의 내용을 기초로 작성된 글이 포함되어 있습니다.